# Wolfgang Fränkel
Wolfgang Immerwahr Fränkel (* 4. Januar 1905 in Gablonz, Böhmen; † 29. November 2010 in Bad Liebenzell) war ein deutscher Jurist. Er war von März bis Juli 1962 Generalbundesanwalt beim Bundesgerichtshof, wurde jedoch wegen seiner NS-Vergangenheit in den einstweiligen Ruhestand versetzt.

## Studium und Mitarbeiter bei der Reichsanwaltschaft
Der Sohn eines evangelischen Pfarrers bestand nach Studien in Berlin, Göttingen und Kiel 1928 und 1932 die beiden juristischen Staatsexamina mit hervorragenden Ergebnissen (jeweils „gut“). Am 3. März 1933 wurde er vom Preußischen Justizminister zum Gerichtsassessor ernannt und der Staatsanwaltschaft beim Landgericht Kiel zugeordnet. Bei der dortigen Generalstaatsanwaltschaft war er, der zum 1. Mai 1933 der NSDAP beigetreten war (Mitgliedsnummer 2.732.006), zuständig für Presse und politische Strafsachen als so genannter „Hilfsarbeiter“ und bewährte sich, wie ihm in einem Dienstzeugnis 1935 bescheinigt wurde, mit ganz ungewöhnlichen Leistungen. Auch politisch wurde ihm in einem Zeugnis der Gauleitung Kiel von 1936 bestätigt, dass er ohne Einschränkung zuverlässig sei. In einem Dienstzeugnis der Gauleitung Kurhessen vom September 1936 wurde er als „überzeugter Anhänger“ bezeichnet, der ohne Einschränkungen politisch zuverlässig sei.
So wurde er, nachdem er im September 1934 in Kassel zum Staatsanwaltschaftsrat ernannt worden war, im November 1936 als Mitarbeiter zur Reichsanwaltschaft nach Leipzig berufen, wo er bis zu seiner Einberufung zur Wehrmacht 1943 tätig war. Zwischenzeitlich war er 1939 unter Weiterbeschäftigung bei der Reichsanwaltschaft zum Landgerichtsdirektor in Leipzig befördert worden. Bei der Reichsanwaltschaft war Fränkel als „wissenschaftlicher Hilfsarbeiter“ verantwortlich für die Bearbeitung von Nichtigkeitsbeschwerden, einem nur dem Oberreichsanwalt zustehenden Rechtsbehelf, bei dem eigentlich rechtskräftige Urteile von Amts- und Landgerichten einschließlich Sondergerichten überprüft wurden. Fränkel soll dabei in etwa 50 Fällen für die Verhängung der Todesstrafe votiert haben. Der spätere Stuttgarter Oberlandesgerichtspräsident Richard Schmid bezeichnete Fränkel rückblickend als einen „Fanatiker der Todesstrafe“.

## Karriere in der Nachkriegsjustiz
Nach Krieg und Entlassung aus amerikanischer Kriegsgefangenschaft im Juli 1946 war Fränkel ab Februar 1947 (nach anderer Quelle ggf. schon 1946) beim Amtsgericht in Rendsburg als Amtsgerichtsrat tätig. Ende März 1951 wurde er zur Oberbundesanwaltschaft abgeordnet.
Seine Ernennung zum Bundesanwalt auf Vorschlag von Bundesjustizminister Thomas Dehler (FDP) im Juni 1951 verzögerte sich jedoch. Der Rechtsausschuss des Bundesrats hielt Fränkel den an das Amt eines Bundesanwaltes zu stellenden Anforderungen für nicht gewachsen, dies jedoch nicht wegen mangelnder juristischer Qualifikation.
Der Ernennungsvorschlag des Justizministers führte im Bundesrat, der nach § 149 GVG zustimmen musste, zu einer Diskussion darüber, ob ehemalige Mitglieder des Reichsgerichts oder – wie im Fall Fränkels – Mitarbeiter der Reichsanwaltschaft überhaupt als Bundesanwälte tragbar seien. Diese Frage trat gerade im Bereich der personellen Besetzung der Bundesanwaltschaft auf, da diese wegen ihrer Verfolgungszuständigkeit für die Staatsschutzdelikte in besonderer Weise den Schutz der Verfassung zu garantieren hatte. Daher sollte das Personal der Bundesanwaltschaft zumindest ein Gefühl für das Unrecht der Hitler-Diktatur haben. Trotz dieser Diskussion stimmte der Bundesrat am 26. und 27. Juli 1951 bei drei Enthaltungen der Ernennung Fränkels zum Bundesanwalt zu. Fränkel arbeitete in der Revisionsabteilung und war Mitarbeiter in der großen Strafrechtskommission.

### Ernennung zum Generalbundesanwalt
Die hervorragende Bewertung in dienstlichen Beurteilungen und seine Position als dienstältester Bundesanwalt machten ihn im März 1962 zum Kandidaten für das Amt des Generalbundesanwalts. Zudem hatte sich sein Vorgänger Max Güde, der am 26. Oktober 1961 sein Amt aufgegeben hatte, für ihn ausgesprochen. Außerdem hatte Fränkel die Frage des Justizministers Wolfgang Stammberger (FDP) verneint, ob der Osten (also die DDR) eventuell etwas gegen ihn vorbringen könne. Wolfgang Fränkel wurde am 30. März 1962 als dritter Leiter der Bundesanwaltschaft eingeführt und beendete damit die lange Vakanz nach dem Ausscheiden Güdes. Die Problematik der Tätigkeit Fränkels bei der Reichsanwaltschaft im nationalsozialistischen Deutschen Reich spielte bei dieser Beförderung keine Rolle. So wurde er vom Bundespräsidenten Heinrich Lübke – mit einmütiger Zustimmung von Bundesrat und Bundesregierung (Kabinett Adenauer IV) – am 23. März 1962 in das Amt des Generalbundesanwalts berufen.

### Vorwürfe wegen der Tätigkeit in der NS-Justiz
Medien der DDR begannen einige Tage später, Fränkels Vergangenheit zu thematisieren und zu kritisieren. Seine anstehende Ernennung sei „ein typisches Beispiel für die Wiederverwendung von Nazis im westdeutschen Justizapparat“. Im April nahmen die Vorwürfe zu. Erstmals wurden Einzelheiten der Tätigkeit Fränkels bei der Reichsanwaltschaft verbreitet. Ihm wurde vorgeworfen, mit dem Mittel des Rechtsbehelfs der Nichtigkeitsbeschwerde für eine Verschärfung der Urteile gesorgt zu haben. Die westdeutsche Öffentlichkeit tat diese noch wenig differenzierenden Vorwürfe als Propaganda der DDR ab, da schon in früheren Fällen von Seiten der DDR versucht worden war, hochrangige Persönlichkeiten aus Politik, Justiz und Bundeswehr durch unwahre Vorwürfe und gefälschte Dokumente zu diskreditieren.
Das Bundesjustizministerium bat Fränkel daraufhin, über seine damalige Tätigkeit ausführlich zu berichten, um geeignete Informationen zu erlangen, um den Angriffen begegnen zu können. Fränkel bestritt in seinem Bericht jede Beteiligung an Todesurteilen, die aufgrund politischer oder rassistischer Motive verhängt wurden, und behauptete, er habe nur an rechtsstaatlichen Verfahren mitgewirkt. Nach seiner Erinnerung sei er im Verfahren des außerordentlichen Einspruchs an zwei Fällen beteiligt gewesen, in denen ein Todesurteil verhängt wurde. Im Wege der Nichtigkeitsbeschwerde habe in keinem Fall ein Gericht die Todesstrafe ausgesprochen. Fränkel äußerte auch, er könne sich bei 500 bis 600 Strafsachen jährlich nicht mit absoluter Sicherheit an jeden einzelnen Fall erinnern.
Im Juni 1962 gelangten anlässlich eines Artikels im Neuen Deutschland Beweise an die Öffentlichkeit, die eine Beteiligung Fränkels an über 30 fragwürdigen Todesurteilen während seiner Zeit bei der Reichsanwaltschaft nahelegten. Konkretisiert wurden diese durch eine 130-seitige am 23. Juni 1962 durch eine in der DDR auf einer Pressekonferenz des DDR-eigenen Ausschusses für deutsche Einheit unter Vorsitz von Greta Kuckhoff veröffentlichte Broschüre mit dem Titel „Von der Reichsanwaltschaft zur Bundesanwaltschaft - Wolfgang Fränkel, neuer Generalbundesanwalt“. Darin wurden anhand von Akten der Reichsanwaltschaft 34 Fälle belegt, in denen Fränkel an der Verhängung der Todesstrafe beteiligt war. Diese Vorwürfe führten zu Reaktionen: einige kritisierten den Kampagnencharakter der Vorwürfe und widerlegten Teile als eindeutig falsch, andere nahmen wahre Vorwürfe auf. Der Spiegel berichtete, Justizminister Stammberger habe Fränkel die Broschüre vorgelegt und dieser habe die Authentizität der Beweise eingeräumt. Ernst Müller-Meiningen jr. schrieb in der Süddeutschen Zeitung, Fränkels Karriere sei „eine Schande“.
Fränkel bot nach dem Durchsehen der Broschüre seinen Rücktritt an; er wurde am 2. Juli 1962 beurlaubt. Vor weiteren Schritten wurden die Ergebnisse einer Untersuchung einer Arbeitsgruppe, bestehend aus den Bundestagsabgeordneten Hans Wilhelmi (CDU), Gerhard Jahn (SPD) und Thomas Dehler (FDP), abgewartet. Diese kamen am 9. Juli 1962 zu dem Schluss, Fränkel habe während seiner Zeit bei der Reichsanwaltschaft keine Amts- oder Dienstpflichten verletzt. Allerdings nehme diese Tätigkeit Fränkel aus allgemein-politischen und justizpolitischen Gründen die Eignung, das Amt des Generalbundesanwalts zu bekleiden. Am 24. Juli 1962 wurde Wolfgang Fränkel auf Antrag des Bundesjustizministers Stammberger nach § 36 I BBG a. F. in den einstweiligen Ruhestand versetzt. Gleichzeitig wurde ein Disziplinarverfahren gegen ihn eingeleitet. Fränkel habe vor seiner Ernennung zum Generalbundesanwalt relevante Vorgänge aus seiner Tätigkeit beim Oberreichsanwalt dem Justizminister gegenüber fahrlässig verschwiegen und nach dem Erscheinen der DDR-Publikation zu diesen fahrlässig falsche Angaben gemacht.

### Einzelheiten
Die Vorwürfe gegen Fränkel waren im Einzelnen umstritten. Es entsprach der Taktik der DDR, authentische Dokumente mit gefälschten zu verbinden. Vordergründig unrichtig war die Aussage in den Anschuldigungen, er sei Reichsanwalt gewesen und habe eng mit Roland Freisler zusammengearbeitet. Tatsächlich war er nur Hilfsarbeiter bei der Reichsanwaltschaft gewesen. Den Vorwurf, sich ideologisch mit dem Nationalsozialismus identifiziert zu haben, versuchte Fränkel trotz seiner Mitgliedschaft in der NSDAP durch die Vorlage seiner Tagebucheinträge zu widerlegen. Im privaten Bereich hatte er sich danach eine Distanz zum System des „Dritten Reichs“ bewahrt. Seine Beteiligung an Todesurteilen für geringe Delikte im Wege der Nichtigkeitsbeschwerde entspricht allerdings den Tatsachen. Seine schriftsätzlichen Ausführungen zeugten auch keineswegs von Zurückhaltung oder gar Distanz zum Unrechtsregime.
Einige Beispiele (Nachweis unten):
- Das Landgericht Mährisch-Schönberg hatte den 18-jährigen tschechischen Landarbeiter Vlk. wegen Notzucht zu 16 Monaten Gefängnis verurteilt. Es hatte berücksichtigt, dass der Angeklagte nicht vorbestraft, teilweise geständig und erst 18 Jahre alt war. In der Begründung der Nichtigkeitsbeschwerde, mit welcher Fränkel eine Strafverschärfung anstrebte, schrieb er: „Das Landgericht hat offensichtlich nicht die ungeheuerliche Unverfrorenheit berücksichtigt, die darin liegt, dass ein Tscheche ein deutsches Mädchen genotzüchtigt hat. Das ist ein Rechtsfehler.“
- Der zur Zwangsarbeit ins Deutsche Reich verschleppte Pole Stanislaw D. hatte gegenüber einem Landsmann geäußert, dass Hitler nie ganz Europa erobern werde, die Engländer hätten keine Angst vor ihm. Die Deutschen seien schwach. „Uns“ Polen sei es in Russland besser gegangen als jetzt in Deutschland. Das Sondergericht Kiel hatte den Angeklagten wegen „deutschfeindlicher Gesinnung“ nach § 1 Abs. 3 der Polenstrafrechtsverordnung, wonach Polen und Juden zwingend mit dem Tode bestraft wurden, nur in minder schweren Fällen mit Freiheitsstrafe, wenn sie durch gehässige oder hetzerische Betätigung eine deutschfeindliche Gesinnung bekundet, insbesondere deutschfeindliche Äußerungen gemacht hatten, zu einer Freiheitsstrafe verurteilt. Es liege ein minder schwerer Fall vor, weshalb keine Todesstrafe zu verhängen sei. Fränkel formulierte als Sachbearbeiter für den zuständigen Oberreichsanwalt eine Nichtigkeitsbeschwerde mit dem Ziel der Todesstrafe, weil der Staat „solchen Zersetzungsbestrebungen mit unerbittlicher Härte entgegentreten“ müsse.[11]
- Der Pole Josef F. war wegen Erregung öffentlichen Ärgernisses (Exhibitionismus) vom Sondergericht Kiel zu sechs Jahren „verschärftem Straflager“, also Konzentrationslager mit ohnehin für ihn als Polen fast sicherem tödlichem Ausgang verurteilt worden. Fränkel war hiermit nicht zufrieden. Der Angeklagte habe hemmungslos gehandelt. Die Taten seien geeignet, Unruhe in der Bevölkerung hervorzurufen und das Gefühl der Sicherheit vor derartigen Angriffen Fremdstämmiger (Hervorhebung durch den Verfasser) zu beeinträchtigen. Ziel war auch hier die Todesstrafe.
- Im Falle eines nach seiner Auffassung zu Unrecht nicht zum Tode verurteilten Diebes von drei Paar Schuhen, einer Aktentasche und anderen eher geringwertigen Gegenständen formulierte Fränkel, es handele sich um einen für die Volksgemeinschaft gefährlichen und wertlosen (Hervorhebung durch den Verfasser) Menschen.
- Im Falle eines wegen Diebstahls eines Mantels „nur“ zu einer Freiheitsstrafe von sieben Jahren sowie anschließender Sicherungsverwahrung Verurteilten führte Fränkel mit dem Ziel der Verhängung der Todesstrafe aus, „seine geistige und seelische Minderwertigkeit - die das Sondergericht strafmildernd gewertet habe - hätte den Täter im übrigen veranlassen müssen, seine gemeinschaftsgefährlichen Anlagen durch besondere Anstrengungen auszugleichen“. Dies rechtfertige es nicht, von der Todesstrafe abzusehen. Das Reichsgericht erkannte auf Todesstrafe.

## Strafrechtliche Aufarbeitung
Die bekannt gewordenen Einzelfälle der Mitwirkung Fränkels bei Verfahren, in denen die Todesstrafe verhängt wurde, führten aufgrund von Strafanzeigen von DDR-Bürgern wegen Mordes bzw. versuchten Mordes bei der Staatsanwaltschaft Karlsruhe zu einem Ermittlungsverfahren wegen zweifachen Mordes, Beihilfe zum Mord und versuchtem Mord in vier Fällen, das im September 1964 durch Beschluss des OLG Karlsruhe mit der Begründung eingestellt wurde, Fränkel sei nicht nachzuweisen, dass er „während des Krieges … die Gültigkeit der genannten Bestimmungen auch nur bezweifelt, geschweige denn ihre Ungültigkeit erkannt“ habe. Eine derartige Argumentation entsprach der damals herrschenden Auffassung zum Delikt der Rechtsbeugung. Auch der Bundesgerichtshof hat in dem berühmten Fall Hans-Joachim Rehse ähnlich argumentiert.

## Disziplinarische Aufarbeitung
Im Juli 1965 fand eine mehrtägige Verhandlung vor dem Dienstgericht des Bundes (BGH) statt, welches abschließend auf Freispruch erkannte. In der Pressemitteilung wurde unter anderem ausgeführt: „Im übrigen ist in der Verhandlung urkundlich bewiesen worden, dass Fränkel dem Nationalsozialismus betont ablehnend gegenübergestanden hat.“